# William Lawrence

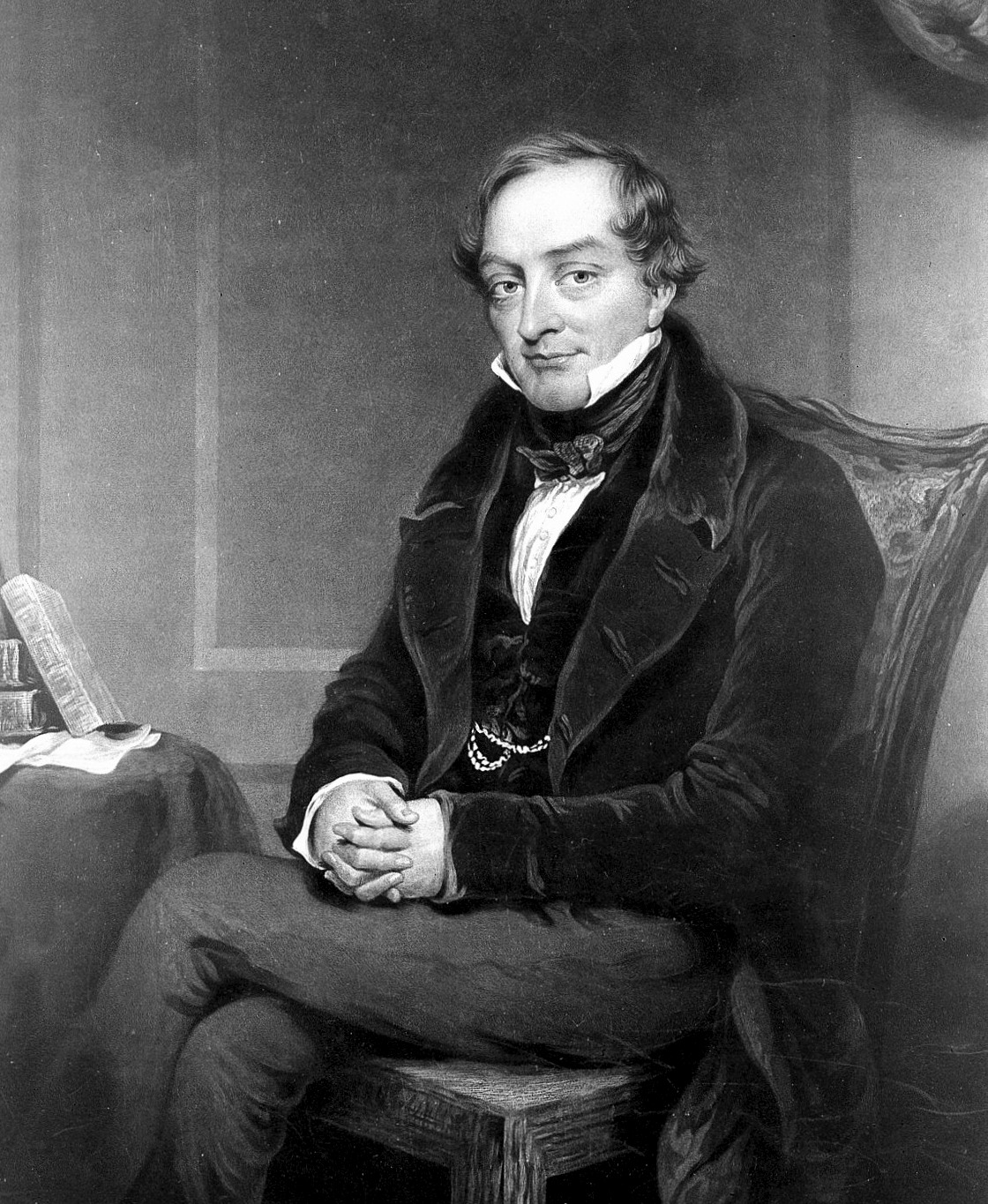
William Lawrence

William Lawrence (1783–1867) – angielski anatom i chirurg. Prekursor nowoczesnej koncepcji ras ludzkich. Wykładał fizjologię i zoologię w Szkole Chirurgów w Londynie. Pełnił funkcję przewodniczącego Royal College of Surgeons of England. Był członkiem Royal Society. Posiadał tytuł szlachecki Sir.
Lawrence w swoich pracach pisanych wiele lat przed opublikowaniem darwinowskiej teorii ewolucji zawarł idee, dotyczące ewolucji biologicznej i natury ludzkiej, które były bliskie stanowisku Charlesa Darwina. Jego dzieła spotkały się z ostrą krytyką, a brytyjski Lord Kanclerz nazwał je bluźnierstwem.
Lawrence urodził się w miejscowości Cirencester, w rodzinie o tradycjach naukowych. Jego ojciec był szefem chirurgii w Cirencester, zaś młodszy brat Lawrence’a był agronomem i współtwórcą Royal Agricultural College w Circencester.